# Rompicapo
Un rompicapo è un passatempo che consiste in un problema o un enigma che mette alla prova l'ingegno di chi è chiamato a risolverlo. Esistono numerosi diversi tipi di rompicapo, che richiedono per la soluzione attitudini diverse (per esempio, al ragionamento induttivo o al ragionamento deduttivo). 
I vari tipi di soluzioni possono richiedere la strutturazione di una forma o la creazione di un determinato ordine. 
I rompicapo esistono da migliaia di anni; uno dei più antichi e noti è il tangram.

## Esempi

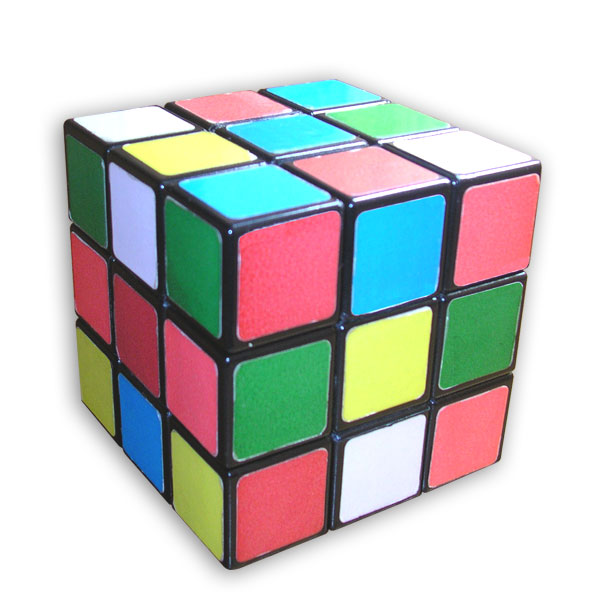
Il Cubo di Rubik.

- Anagramma
- Cruciverba
- Cubo di Rubik
- Gioco del quindici
- Hitori
- Kakuro
- Labirinto
- Mahjong
- Puzzle
- Quattro quattro
- Rebus
- Riddle online
- Rompicapo delle otto regine
- Sudoku
- Tangram
- Torre di Hanoi